# Combattant anglais ancien
Le combattant anglais ancien (en anglais : Old English Game) est une race de poule domestique d'origine anglaise.

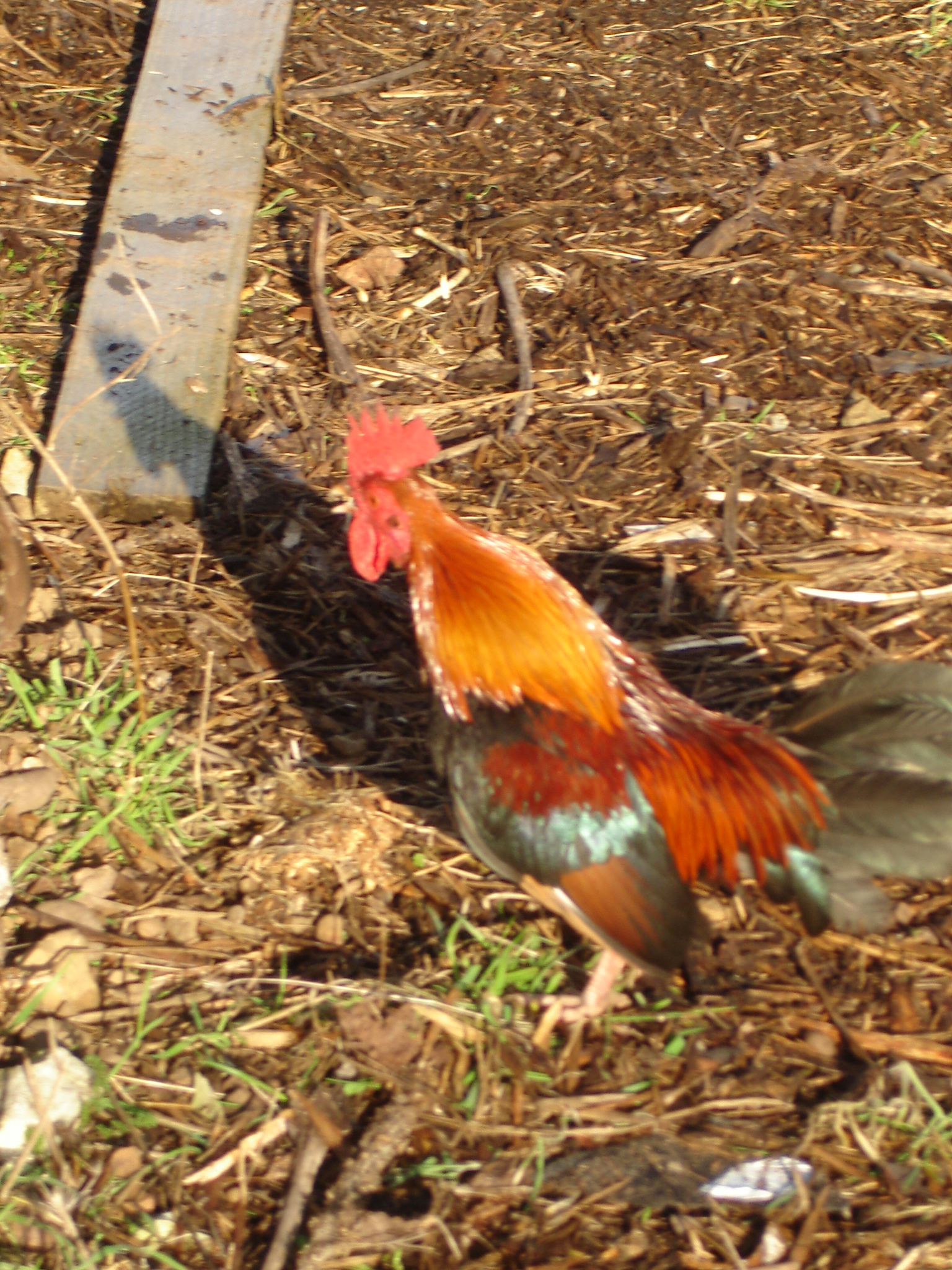
Saumon doré nain

## Description
C'est une volaille d'exposition, de type intermédiaire entre combattant et fermier.

### Origine
Originaire d'Angleterre, issu de poules indigènes et de combattant malais.
Reconnue comme race de concours depuis 1849

### Standard officiel
- Crête : simple
- Oreillons : rouges
- Couleur des yeux : selon variété
- Couleur de la peau : blanche
- Couleur des Tarses : selon variété
- Variétés de plumage : Blanc, bleu, noir, coucou, froment, froment argenté, froment bleu, froment blanc, saumon argenté, saumon bleu argenté, saumon argenté à épaules rouges, saumon bleu argenté à épaules rouges, saumon doré, saumon bleu doré, saumon blanc doré, saumon coucou doré, noir à camail doré et poitrine liserée, noir à camail argenté et poitrine liserée, bleu à camail argenté et poitrine liserée, bleu à camail doré et poitrine liserée, noir caillouté blanc, saumon doré foncé caillouté, porcelaine rouge, noir à dos laiton, bleu à dos laiton, gingembre.

Il existe une variété de plumage appelée pyle. Du nom de Cheshire Pyles, créateur de la variété de Combattant Anglais blanche et rouge (au Royaume-Uni, le British Poultry Standard orthographie pile ; aux Etats-Unis et au Canada, on orthographie pyle). Cette variété a pour génotype C+C+ I i+ (ou I I) e+e+ co+co+ s+s+ (ou (s+)-). Elle correspond donc au type sauvage saumoné doré en l’absence de pigments noirs. Les animaux II ont les pigments rouges dorés plus dilués et quelquefois sont même blancs. Le type le plus fréquemment exposé est hétérozygote* I i+. La zone pyle est la partie rouge doré sur les animaux de cette variété (épaules rouges, camail et selle rouge ou doré) et par extension sur d’autres variétés présentant la même distribution du rouge et du saumoné.
Grande race :

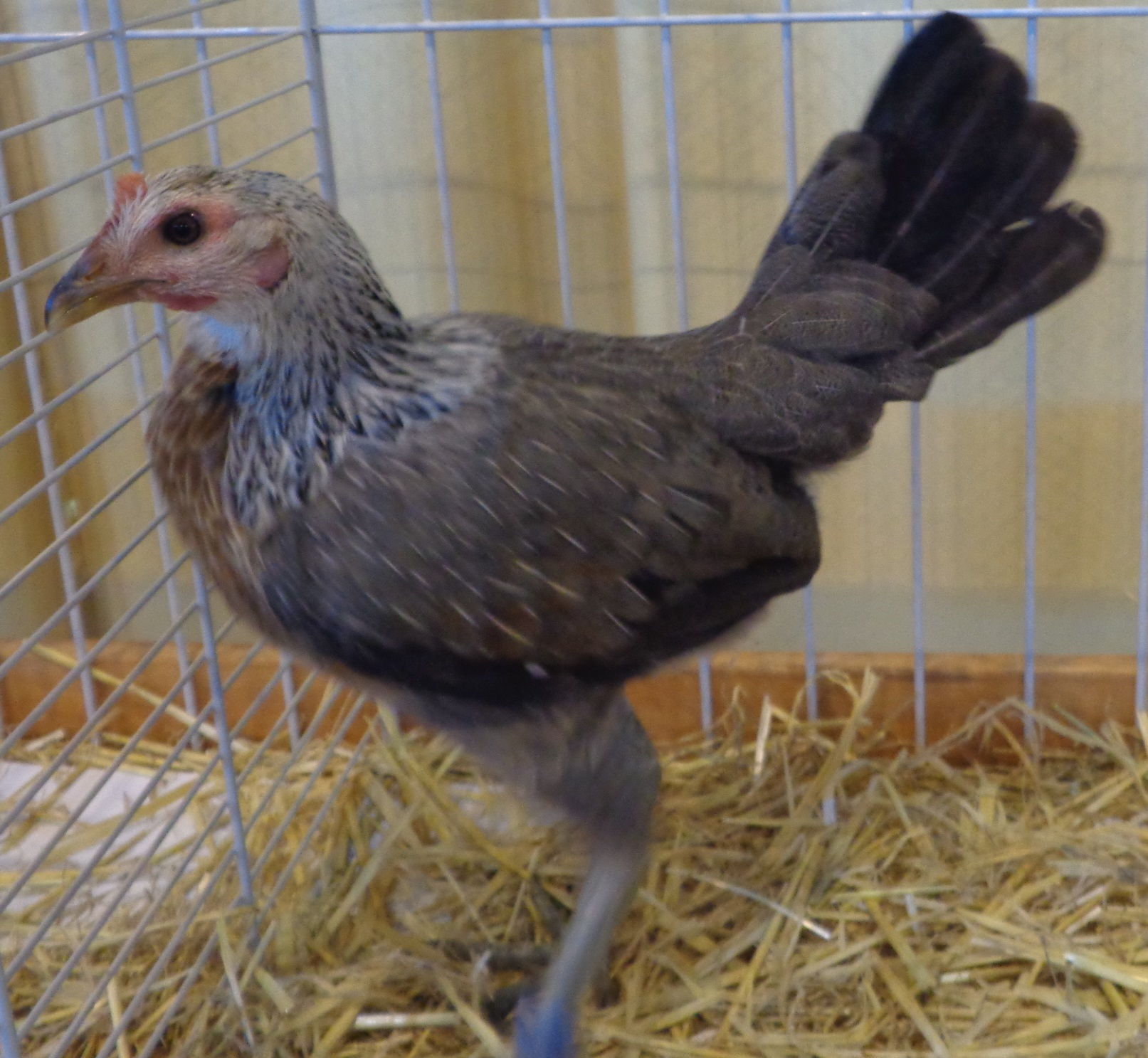
Poule saumon argenté grande race

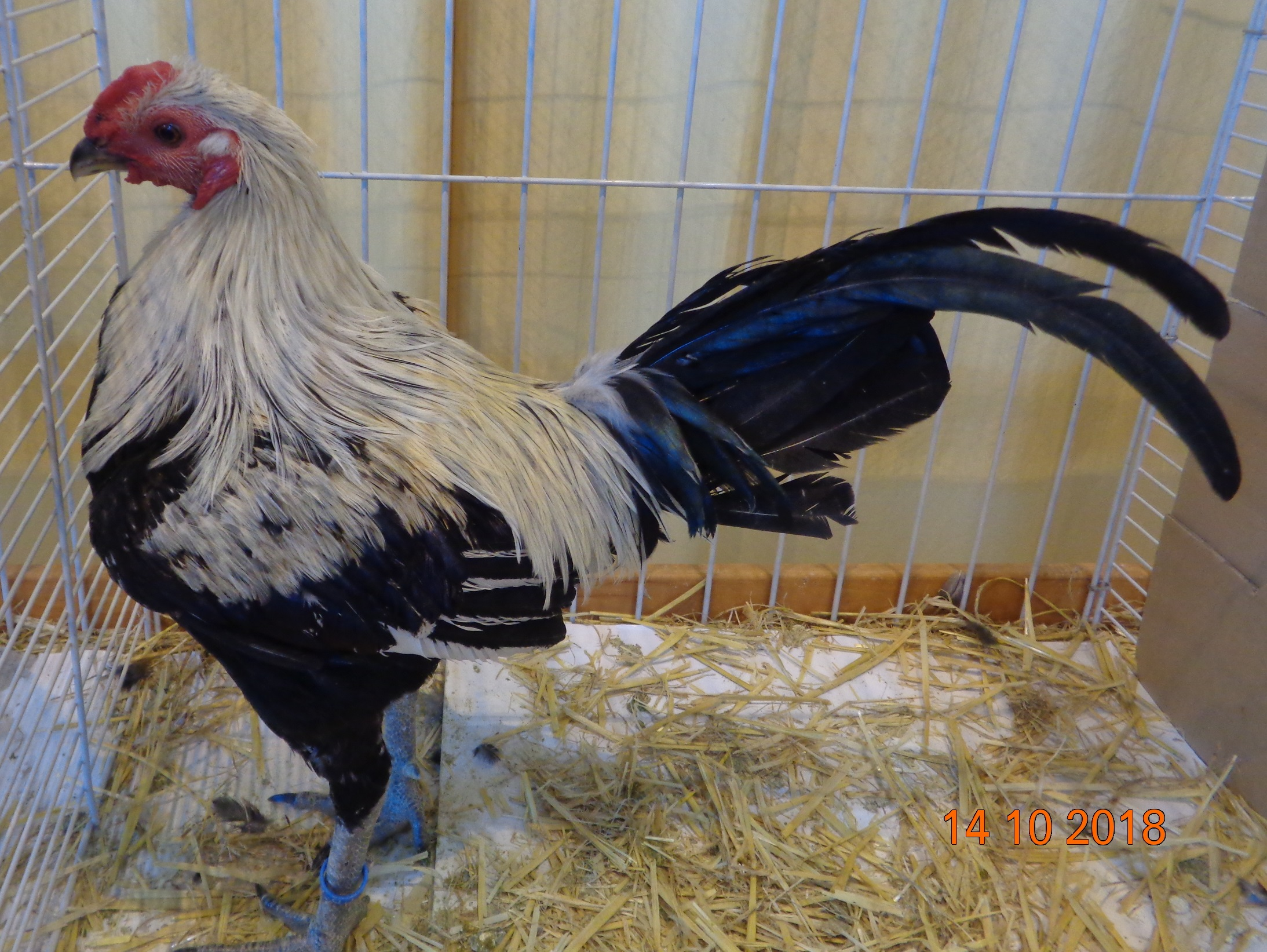
Combattant anglais ancien saumon argenté

- Masse idéale : Coq :  2.2 à 3 kg ; Poule :  1.8 à 2.5 kg
- Œufs à couver : min. 55g, coquille blanche à jaunâtre
- Diamètre des bagues : Coq : mm ; Poule : mm

Naine :
- Masse idéale : Coq :  750g ; Poule :  650g
- Œufs à couver : min. g, coquille jaunâtre
- Diamètre des bagues : Coq : 12mm ; Poule : 10mm

## Sources
- Le Standard officiel des volailles (Poules, oies, dindons, canards et pintades), édité par la Société centrale d'aviculture de France.